# Premier League 2021-2022
Sezonul Premier League 2021–2022 a fost cel de-al 30-lea sezon al Premier League, eșalonul principal de fotbal profesionist din Anglia. Manchester City era campioana en-titre după ce a câștigat al șaptelea titlu de campioană în sezonul precedent. Sezonul a început pe 14 august 2021 și s-a încheiat pe 22 mai 2022.

## Echipe
Douăzeci de echipe concurează în ligă - primele șaptesprezece echipe din sezonul precedent și cele trei echipe promovate din Championship. Echipele care au promovat sunt Norwich City, Watford, ambele revenind în Premier League după un an de absență, și Brentford echipa care a revenit în prima divize a fotbalului englez după o absență de 74 de ani, după ce a învins cu 2-0 în finala play-off-ului din Championship pe Swansea. 

### Stadioane și orașe
Notă: Tabelul se aranjează în ordine alfabetică.
| Echipa                  | Oraș                | Stadion                     | Capacitate |
| ----------------------- | ------------------- | --------------------------- | ---------- |
| Arsenal                 | Londra              | Emirates Stadium            | 60.704     |
| Aston Villa             | Birmingham          | Villa Park                  | 42.785     |
| Brentford               | Londra              | Brentford Community Stadium | 17.250     |
| Brighton & Hove Albion  | Brighton            | Falmer Stadium              | 30.750     |
| Burnley                 | Burnley             | Turf Moor                   | 21.944     |
| Chelsea                 | Londra              | Stamford Bridge             | 40.834     |
| Crystal Palace          | Londra              | Selhurst Park               | 25486      |
| Everton                 | Liverpool           | Goodison Park               | 39.414     |
| Leeds United            | Leeds               | Elland Road                 | 37.890     |
| Leicester City          | Leicester           | King Power Stadium          | 32.312     |
| Liverpool               | Liverpool           | Anfield                     | 53.394     |
| Manchester City         | Manchester          | City of Manchester Stadium  | 55.017     |
| Manchester United       | Manchester          | Old Trafford                | 74.879     |
| Newcastle United        | Newcastle upon Tyne | St James' Park              | 52.388     |
| Norwich City            | Norwich             | Carrow Road                 | 27.244     |
| Southampton             | Southampton         | St Mary's Stadium           | 32.505     |
| Tottenham Hotspur       | Londra              | Tottenham Hotspur Stadium   | 62.303     |
| Watford                 | Watford             | Vicarage Road               | 22.200     |
| West Ham United         | Londra              | London Stadium              | 60.000     |
| Wolverhampton Wanderers | Wolverhampton       | Molineux Stadium            | 32.050     |

### Schimbări de antrenori
| Echipa                  | Antrenorul care pleacă | Motivul plecării        | Data plecării     | Loc în clasament | Antrenorul care vine                          | Data numirii      |
| ----------------------- | ---------------------- | ----------------------- | ----------------- | ---------------- | --------------------------------------------- | ----------------- |
| Crystal Palace          | Roy Hodgson            | Retras                  | 24 mai 2021       | Pre-sezon        | Patrick Vieira                                | 4 iulie 2021      |
| Wolverhampton Wanderers | Nuno Espírito Santo    | De comun acord          | 24 mai 2021       | Pre-sezon        | Bruno Lage                                    | 9 iunie 2021      |
| Everton                 | Carlo Ancelotti        | A semnat cu Real Madrid | 1 iunie 2021      | Pre-sezon        | Rafael Benítez                                | 30 iunie 2021     |
| Tottenham Hotspur       | Ryan Mason             | Finalul interimatului   | 30 iunie 2021     | Pre-sezon        | Nuno Espírito Santo                           | 30 iunie 2021     |
| Watford                 | Xisco Muñoz            | Demis                   | 3 octombrie 2021  | locul 14         | Claudio Ranieri                               | 4 octombrie 2021  |
| Newcastle United        | Steve Bruce            | De comun acord          | 20 octombrie 2021 | locul 19         | Graeme Jones (interimar)                      | 20 octombrie 2021 |
| Tottenham Hotspur       | Nuno Espírito Santo    | Demis                   | 1 noiembrie 2021  | locul 8          | Antonio Conte                                 | 2 noiembrie 2021  |
| Norwich City            | Daniel Farke           | Demis                   | 6 noiembrie 2021  | locul 20         | Dean Smith                                    | 15 noiembrie 2021 |
| Aston Villa             | Dean Smith             | Demis                   | 7 noiembrie 2021  | locul 15         | Steven Gerrard                                | 11 noiembrie 2021 |
| Newcastle United        | Graeme Jones           | Finalul interimatului   | 8 noiembrie 2021  | locul 19         | Eddie Howe                                    | 8 noiembrie 2021  |
| Manchester United       | Ole Gunnar Solskjær    | De comun acord          | 21 noiembrie 2021 | locul 7          | Michael Carrick (interimar)                   | 21 noiembrie 2021 |
| Manchester United       | Michael Carrick        | Sfârșitul interimatului | 2 decembrie 2021  | locul 7          | Ralf Rangnick (interimar)                     | 3 decembrie 2021  |
| Everton                 | Rafael Benítez         | Demis                   | 16 ianuarie 2022  | locul 15         | Duncan Ferguson (caretaker)                   | 18 ianuarie 2022  |
| Watford                 | Claudio Ranieri        | Demis                   | 24 ianuarie 2022  | locul 19         | Roy Hodgson                                   | 25 ianuarie 2022  |
| Everton                 | Duncan Ferguson        | Finalul interimatului   | 31 ianuarie 2022  | locul 16         | Frank Lampard                                 | 31 ianuarie 2022  |
| Leeds United            | Marcelo Bielsa         | Demis                   | 27 februarie 2022 | locul 16         | Jesse Marsch                                  | 28 februarie 2022 |
| Burnley                 | Sean Dyche             | Demis                   | 15 aprilie 2022   | locul 18         | Mike Jackson Connor King Ben Mee (interimari) | 15 aprilie 2022   |

## Rezultate

### Clasament
| Loc | Echipă                 | MJ | V  | E  | Î  | GM | GP | G   | P  | Calificare                                    |
| --- | ---------------------- | -- | -- | -- | -- | -- | -- | --- | -- | --------------------------------------------- |
| 1   | Manchester City        | 38 | 29 | 6  | 3  | 99 | 26 | +73 | 93 | Calificare în faza grupelor Ligii Campionilor |
| 2   | Liverpool              | 38 | 28 | 8  | 2  | 94 | 26 | +68 | 92 | Calificare în faza grupelor Ligii Campionilor |
| 3   | Chelsea                | 38 | 21 | 11 | 6  | 76 | 33 | +43 | 74 | Calificare în faza grupelor Ligii Campionilor |
| 4   | Tottenham Hotspur      | 38 | 22 | 5  | 11 | 69 | 40 | +29 | 71 | Calificare în faza grupelor Ligii Campionilor |
| 5   | Arsenal                | 38 | 22 | 3  | 13 | 61 | 48 | +23 | 69 | Calificare în faza grupelor Europa League     |
| 6   | Manchester United      | 38 | 16 | 10 | 12 | 57 | 57 | 0   | 59 | Calificare în faza grupelor Europa League     |
| 7   | West Ham United        | 38 | 16 | 8  | 14 | 60 | 51 | +9  | 56 | Play-off-ul Europa Conference League 2021-22  |
| 8   | Leicester City         | 38 | 14 | 10 | 14 | 62 | 59 | +3  | 52 |                                               |
| 9   | Brighton & Hove Albion | 38 | 12 | 15 | 11 | 42 | 44 | -2  | 51 |                                               |
| 10  | Wolverhampton          | 38 | 15 | 6  | 17 | 38 | 43 | -5  | 51 |                                               |
| 11  | Newcastle United       | 38 | 13 | 10 | 15 | 44 | 62 | -18 | 49 |                                               |
| 12  | Crystal Palace         | 38 | 11 | 15 | 12 | 50 | 46 | +4  | 48 |                                               |
| 13  | Brentford FC           | 38 | 13 | 7  | 18 | 48 | 56 | -8  | 46 |                                               |
| 14  | Aston Villa            | 38 | 13 | 6  | 19 | 52 | 54 | -2  | 45 |                                               |
| 15  | Southampton            | 38 | 9  | 13 | 16 | 43 | 67 | -24 | 40 |                                               |
| 16  | Everton                | 38 | 11 | 6  | 21 | 43 | 66 | -23 | 39 |                                               |
| 17  | Leeds United           | 38 | 9  | 11 | 18 | 42 | 79 | -37 | 38 |                                               |
| 18  | Burnley FC             | 38 | 7  | 14 | 17 | 34 | 53 | -19 | 35 | Retrogradare în Championship                  |
| 19  | Watford                | 38 | 6  | 5  | 27 | 34 | 77 | -43 | 23 | Retrogradare în Championship                  |
| 20  | Norwich City           | 38 | 5  | 7  | 26 | 23 | 84 | -61 | 22 | Retrogradare în Championship                  |

### Rezultate meciuri
| Rezultate | ARS | AST | BRE | BHA | BUR | CHE | CRY | EVE | LEE | LEI | LIV | MCI | MUN | NEW | NOR | SOU | TOT | WAT | WHU | WOL |
| --------- | --- | --- | --- | --- | --- | --- | --- | --- | --- | --- | --- | --- | --- | --- | --- | --- | --- | --- | --- | --- |
| ARS       |     | 3-1 | 2-1 | 1-2 | 0-0 | 0-2 | 2-2 | 5-1 | 2-1 | 2-0 | 0-2 | 1-2 | 3-1 | 2-0 | 1-0 | 3-0 | 3-1 | 1-0 | 2-0 | 2-1 |
| AST       | 0-1 |     | 1-1 | 2-0 | 1-1 | 1-3 | 1-1 | 3-0 | 3-3 | 2-1 | 1-2 | 1-2 | 2-2 | 2-0 | 2-0 | 4-0 | 0-4 | 0-1 | 1-4 | 2-3 |
| BRE       | 2-0 | 2-1 |     | 0-1 | 2-0 | 0-1 | 0-0 | 1-0 | 0-0 | 1-2 | 3-3 | 0-1 | 1-3 | 0-2 | 1-2 | 3-0 | 0-0 | 2-1 | 2-0 | 1-2 |
| BHA       | 0-0 | 0-2 | 2-0 |     | 0-3 | 1-1 | 1-1 | 0-2 | 0-0 | 2-1 | 0-2 | 1-4 | 4-0 | 1-1 | 0-0 | 2-2 | 0-2 | 2-0 | 3-1 | 0-1 |
| BUR       | 0-1 | 1-3 | 3-1 | 1-2 |     | 0-4 | 3-3 | 3-2 | 1-1 | 0-2 | 0-1 | 0-2 | 1-1 | 1-2 | 0-0 | 2-0 | 1-0 | 0-0 | 0-0 | 1-0 |
| CHE       | 2-3 | 3-0 | 1-4 | 1-1 | 1-1 |     | 3-0 | 1-1 | 3-2 | 1-1 | 2-2 | 0-1 | 1-1 | 1-0 | 7-0 | 3-1 | 2-0 | 2-1 | 1-0 | 2-2 |
| CRY       | 3-0 | 1-2 | 0-0 | 1-1 | 1-1 | 0-1 |     | 3-1 | 0-0 | 2-2 | 1-3 | 0-0 | 1-0 | 1-1 | 3-0 | 2-2 | 3-0 | 1-0 | 2-3 | 2-0 |
| EVE       | 2-1 | 0-1 | 2-3 | 2-3 | 3-1 | 1-0 | 3-2 |     | 3-0 | 1-1 | 1-4 | 0-1 | 1-0 | 1-0 | 2-0 | 3-1 | 0-0 | 2-5 | 0-1 | 0-1 |
| LEE       | 1-4 | 0-3 | 2-2 | 1-1 | 3-1 | 0-3 | 1-0 | 2-2 |     | 1-1 | 0-3 | 0-4 | 2-4 | 0-1 | 2-1 | 1-1 | 0-4 | 1-0 | 1-2 | 1-1 |
| LEI       | 0-2 | 0-0 | 2-1 | 1-1 | 2-2 | 0-3 | 2-1 | 1-2 | 1-0 |     | 1-0 | 0-1 | 4-2 | 4-0 | 3-0 | 4-1 | 2-3 | 4-2 | 2-2 | 1-0 |
| LIV       | 4-0 | 1-0 | 3-0 | 2-2 | 2-0 | 1-1 | 3-0 | 2-0 | 6-0 | 2-0 |     | 2-2 | 4-0 | 3-1 | 3-1 | 4-0 | 1-1 | 2-0 | 1-0 | 3-1 |
| MCI       | 5-0 | 3-2 | 2-0 | 3-0 | 2-0 | 1-0 | 0-2 | 3-0 | 7-0 | 6-3 | 2-2 |     | 4-1 | 5-0 | 5-0 | 0-0 | 2-3 | 5-1 | 2-1 | 1-0 |
| MUN       | 3-2 | 0-1 | 3-0 | 2-0 | 3-1 | 1-1 | 1-0 | 1-1 | 5-1 | 1-1 | 0-5 | 0-2 |     | 4-1 | 3-2 | 1-1 | 3-2 | 0-0 | 1-0 | 0-1 |
| NEW       | 2-0 | 1-0 | 3-3 | 2-1 | 1-0 | 0-3 | 1-0 | 3-1 | 1-1 | 2-1 | 0-1 | 0-4 | 1-1 |     | 1-1 | 2-2 | 2-3 | 1-1 | 2-4 | 1-0 |
| NOR       | 0-5 | 0-2 | 1-3 | 0-0 | 2-0 | 1-3 | 1-1 | 2-1 | 1-2 | 1-2 | 0-3 | 0-4 | 0-1 | 0-3 |     | 2-1 | 0-5 | 1-3 | 0-4 | 0-0 |
| SOU       | 1-0 | 1-0 | 4-1 | 0-0 | 2-2 | 0-6 | 1-2 | 2-0 | 1-0 | 2-2 | 1-2 | 1-1 | 1-1 | 1-2 | 2-0 |     | 1-1 | 1-2 | 0-0 | 0-1 |
| TOT       | 3-0 | 2-1 | 2-0 | 0-1 | 1-0 | 0-3 | 3-0 | 5-0 | 2-1 | 3-1 | 2-2 | 1-0 | 0-3 | 5-1 | 3-0 | 2-3 |     | 1-0 | 3-1 | 0-2 |
| WAT       | 2-3 | 3-2 | 1-2 | 0-2 | 1-2 | 1-2 | 1-4 | 0-0 | 0-3 | 1-5 | 0-5 | 1-3 | 4-1 | 1-1 | 0-3 | 0-1 | 0-1 |     | 1-4 | 0-2 |
| WHU       | 1-2 | 2-1 | 1-2 | 1-1 | 1-1 | 3-2 | 2-2 | 2-1 | 2-3 | 4-1 | 3-2 | 2-2 | 1-2 | 1-1 | 2-0 | 2-3 | 1-0 | 1-0 |     | 1-0 |
| WOL       | 0-1 | 2-1 | 0-2 | 0-3 | 0-0 | 0-0 | 0-2 | 2-1 | 2-3 | 2-1 | 0-1 | 1-5 | 0-1 | 2-1 | 1-1 | 3-1 | 0-1 | 4-0 | 1-0 |     |

Sursa: Premier League rezultate
1. Echipa gazdă este trecută pe coloana din stânga
2. Culori: Albastru = victorie a echipei gazdă; Galben = egal; Roșu = victorie a echipei oaspete

## Statistici

### Golgeteri
| Loc | Jucător           | Club              | Goluri |
| --- | ----------------- | ----------------- | ------ |
| 1   | Son Heung-min     | Tottenham Hotspur | 23     |
| 1   | Mohamed Salah     | Liverpool         | 23     |
| 3   | Cristiano Ronaldo | Manchester United | 18     |
| 4   | Harry Kane        | Tottenham Hotspur | 17     |
| 5   | Sadio Mané        | Liverpool         | 16     |
| 6   | Kevin De Bruyne   | Manchester City   | 15     |
| 6   | Jamie Vardy       | Leicester City    | 15     |
| 6   | Diogo Jota        | Liverpool         | 15     |
| 9   | Wilfried Zaha     | Crystal Palace    | 14     |
| 10  | Raheem Sterling   | Manchester City   | 13     |

### Portari cu meciuri fără gol primit
| Loc | Jucător           | Club                    | Meciuri fără gol primit |
| --- | ----------------- | ----------------------- | ----------------------- |
| 1   | Alisson           | Liverpool               | 20                      |
| 1   | Ederson           | Manchester City         | 20                      |
| 3   | Hugo Lloris       | Tottenham Hotspur       | 16                      |
| 4   | Édouard Mendy     | Chelsea                 | 14                      |
| 5   | Aaron Ramsdale    | Arsenal                 | 12                      |
| 6   | Vicente Guaita    | Crystal Palace          | 11                      |
| 6   | Emiliano Martínez | Aston Villa             | 11                      |
| 6   | José Sá           | Wolverhampton Wanderers | 11                      |
| 6   | Robert Sánchez    | Brighton & Hove Albion  | 11                      |
| 10  | Nick Pope         | Burnley                 | 9                       |

## Premii

### Premii lunare
| Luna       | Antrenorul lunii    | Antrenorul lunii        | Jucătorul lunii        | Jucătorul lunii   | Golul lunii         | Golul lunii       | Referințe            |  |
| Luna       | Antrenor            | Club                    | Jucător                | Club              | Jucător             | Club              | Referințe            |  |
| ---------- | ------------------- | ----------------------- | ---------------------- | ----------------- | ------------------- | ----------------- | -------------------- |  |
| August     | Nuno Espírito Santo | Tottenham Hotspur       | Michail Antonio        | West Ham United   | Danny Ings          | Aston Villa       | [ 34 ] [ 35 ] [ 36 ] |  |
| Septembrie | Mikel Arteta        | Arsenal                 | Cristiano Ronaldo      | Manchester United | Andros Townsend     | Everton           | [ 37 ] [ 38 ] [ 39 ] |  |
| Octombrie  | Thomas Tuchel       | Chelsea                 | Mohamed Salah          | Liverpool         | Mohamed Salah       | Liverpool         | [ 40 ] [ 41 ] [ 42 ] |  |
| Noiembrie  | Pep Guardiola       | Manchester City         | Trent Alexander-Arnold | Liverpool         | Rodri               | Manchester City   | [ 43 ] [ 44 ] [ 45 ] |  |
| Decembrie  | Pep Guardiola       | Manchester City         | Raheem Sterling        | Manchester City   | Alexandre Lacazette | Arsenal           | [ 46 ] [ 47 ] [ 48 ] |  |
| Ianuarie   | Bruno Lage          | Wolverhampton Wanderers | David de Gea           | Manchester United | Mateo Kovačić       | Chelsea           | [ 49 ] [ 50 ] [ 51 ] |  |
| Februarie  | Eddie Howe          | Newcastle United        | Joël Matip             | Liverpool         | Wilfried Zaha       | Crystal Palace    | [ 52 ] [ 53 ] [ 54 ] |  |
| Martie     | Mikel Arteta        | Arsenal                 | Harry Kane             | Tottenham Hotspur | Cristiano Ronaldo   | Manchester United | [ 55 ] [ 56 ] [ 57 ] |  |
| Aprilie    | Mike Jackson        | Burnley                 | Cristiano Ronaldo      | Manchester United | Miguel Almirón      | Newcastle United  | [ 58 ] [ 59 ] [ 60 ] |  |

### Premii anuale
| Award                                        | Winner          | Club            |
| -------------------------------------------- | --------------- | --------------- |
| Jucătorul sezonului în Premier League        | Kevin De Bruyne | Manchester City |
| Cel mai bun tânăr jucător din Premier League | Phil Foden      | Manchester City |
| Fotbalistul FWA al anului                    | Mohamed Salah   | Liverpool       |